# Cecilie van Mecklenburg-Schwerin

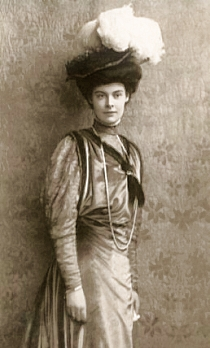
Kroonprinses Cecilie, stond bekend als een knappe vrouw en bracht in Duitsland grote en opvallende hoeden in de mode. (Foto 1908)

Cecilie Auguste Marie (Paleis van Schwerin, Schwerin, 20 september 1886 — Bad Kissingen, 6 mei 1954), Hertogin van Mecklenburg, was het derde en jongste kind van groothertog Frederik Frans III van Mecklenburg-Schwerin, een halfbroer van prins Hendrik van Mecklenburg-Schwerin, de echtgenoot van koningin Wilhelmina der Nederlanden, en van grootvorstin Anastasia Michajlovna van Rusland. Zij werd de echtgenote van de laatste Duitse en Pruisische kroonprins Wilhelm van Pruisen (1882-1951).
Na de val de Duitse monarchieën in november 1918 weigerde zij zich gedurende de vijfjarige ballingschap van haar echtgenoot in Wieringen bij hem te voegen. Zij bleef in Berlijn wonen. De huwelijksband, een gearrangeerd huwelijk, harmonisch maar niet hecht omdat Wilhelm tal van affaires had, overleefde de ballingschap niet. Er kwam geen scheiding maar de echtgenoten leefden apart. Cecilie woonde met haar kinderen op Cecilienhof, het voor haar tijdens de Eerste Wereldoorlog gebouwde landhuis in Engelse stijl te Potsdam.
In de jaren 1930 heeft Cecilie geprobeerd om de opkomende nazi-beweging voor de monarchistische zaak te winnen. Hitler leek toeschietelijk maar verbood na zijn benoeming tot Rijkskanselier de monarchistische organisaties. De bedrogen Cecilie trok zich daarop terug uit de politiek en het maatschappelijk leven.
In Potsdam wijdde zij zich nu aan de muziek. Zij omringde zich met musici als Bronisław Huberman, Wilhelm Kempff, Elly Ney, Wilhelm Furtwängler en de jonge Herbert von Karajan.
De oudste zoon van Wilhelm en Cecilie, prins Wilhelm, sneuvelde in 1940 aan het westelijke front. Toen bij de begrafenis in Potsdam spontane aanhankelijkheidsbetuigingen aan de Hohenzollerns te zien waren, bracht dat Hitler ertoe om een "Prinzenerlaß" af te kondigen waarin alle agnaten van de Duitse vorstenhuizen uit de strijdkrachten werden ontslagen.
Omdat de Russische legers in februari 1945 Berlijn naderden, moesten Cecilie en de familie van haar zoon Louis Ferdinand vluchten. Zij konden niet meer dan een paar koffers meenemen. In Bad Kissingen woonde Cecilie tot 1952 op een zolderkamer van een sanatorium. Later bewoonde zij een armoedig huisje in de omgeving van Stuttgart.

## Kinderen van Wilhelm en Cecilie

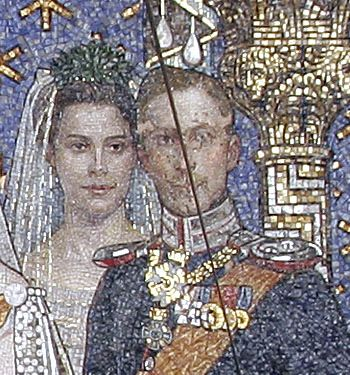
Cecilie met Wilhelm als bruidspaar op een mozaïek in de Kaiser-Wilhelm-Gedächtniskirche.

- Wilhelm (4 juli 1906 - 26 mei 1940)
- Louis Ferdinand (9 november 1907 - 25 september 1994)
- Hubertus (30 september 1909 - 8 april 1950)
- Frederik (19 december 1911 - 20 april 1966)
- Alexandrine (7 april 1915- 15 april 1980)
- Cecilia (5 september 1917 - 21 april 1975)